# Marlon Jordan
Marlon Jordan (* 21. August 1970 in New Orleans) ist ein amerikanischer Jazztrompeter.

## Leben und Wirken
Jordan stammt aus einer musikalischen Familie; der Saxophonist Kidd Jordan ist sein Vater, und sein älterer Bruder Kent Jordan ist ebenfalls Jazzmusiker. Er erhielt zunächst Saxophon- und Geigenunterricht und spielte auch Schlagzeug, bevor er in der vierten Klasse zur Trompete wechselte. Zusätzlich zu seinem Studium am Center for the Creative Arts in seiner Heimatstadt und Privatunterricht absolvierte er Sommerkurse in Tanglewood. 1986/1987 konzertierte er als Solist mit dem New Orleans Symphony Orchestra. Wenig später nahm er an Einspielungen seines Bruders teil. Bereits mit achtzehn Jahren legte er sein Debütalbum For You Only vor, für das er sowohl gute Kritiken erhielt als auch einen Charterfolg hatte. Mit seinem Hardbop-Quintett spielte er als Vorgruppe vor Wynton Marsalis, George Benson  und Miles Davis; mit dieser Band trat er auch auf wichtigen amerikanischen und europäischen Festivals auf. 1991 trat er der All-Star-Band Jazz Futures um Roy Hargrove und Benny Green bei. 2005 war er mit seiner Schwester Stephanie Jordan als „Botschafter von New Orleans“ auf Europatournee. Jordan ist auch als Komponist von Filmmusik tätig und nahm auch mit Dennis González und Donald Harrison auf.

## Diskographische Hinweise
- For You Only (Columbia, 1988, mit Branford Marsalis)
- Learson's Return (Columbia, 1991)
- Marlon's Mode (Arabesque, 1997)
- You Don't Know What Love Is (Louisiana Red Hot, 2005)

## Lexigraphische Einträge
- Leonard Feather, Ira Gitler: The Biographical Encyclopedia of Jazz. Oxford University Press, New York 1999, ISBN 0-19-532000-X.
- Martin Kunzler: Jazz-Lexikon. Band 1: A–L (= rororo-Sachbuch. Bd. 16512). 2. Auflage. Rowohlt, Reinbek bei Hamburg 2004, ISBN 3-499-16512-0.